# Illice tenuifascia
Illice tenuifascia är en fjärilsart som beskrevs av Harvey 1875. Illice tenuifascia ingår i släktet Illice och familjen björnspinnare. Inga underarter finns listade i Catalogue of Life.